# Ignaz Umlauf
Ignaz Umlauf ([Umlauff ist eine Fehltranskription]; * 21. August 1746 in Kirchberg am Wagram, Niederösterreich; † 8. Juni 1796 in Meidling bei Wien) war ein österreichischer Komponist, Bratschist und Kapellmeister.

## Leben
Umlauf, der seine musikalische Ausbildung u. a. bei Antonio Salieri erhielt, war ab 1772 Bratschist im Wiener Hofopernorchester. 1778 feierte er mit der Premiere seines Singspiels Die Bergknappen anlässlich der Eröffnung des von Kaiser Joseph II. initiierten „Deutschen National-Singspiels“ einen großen Erfolg. 1782 übernahm er die Ausbildung der Singknaben der Hofmusik, 1783 wurde er Substitut Salieris beim neu gegründeten italienischen Opernensemble. Ab 1789 hatte er Hofkapellmeister Salieri bei dessen Abwesenheit zu vertreten und reiste 1790 als Mitglied der Hofmusik zur Krönung Kaiser Leopold II. nach Frankfurt. Er gehörte zum engeren Kreis um Gottfried van Swieten und lernte hier auch Wolfgang Amadeus Mozart kennen, mit dem er zusammen musizierte und beispielsweise Händels Messias aufführte. Kurz vor seinem Tod wurde Umlauf noch zum Musiklehrer der jungen Erzherzoge ernannt.

## Werk

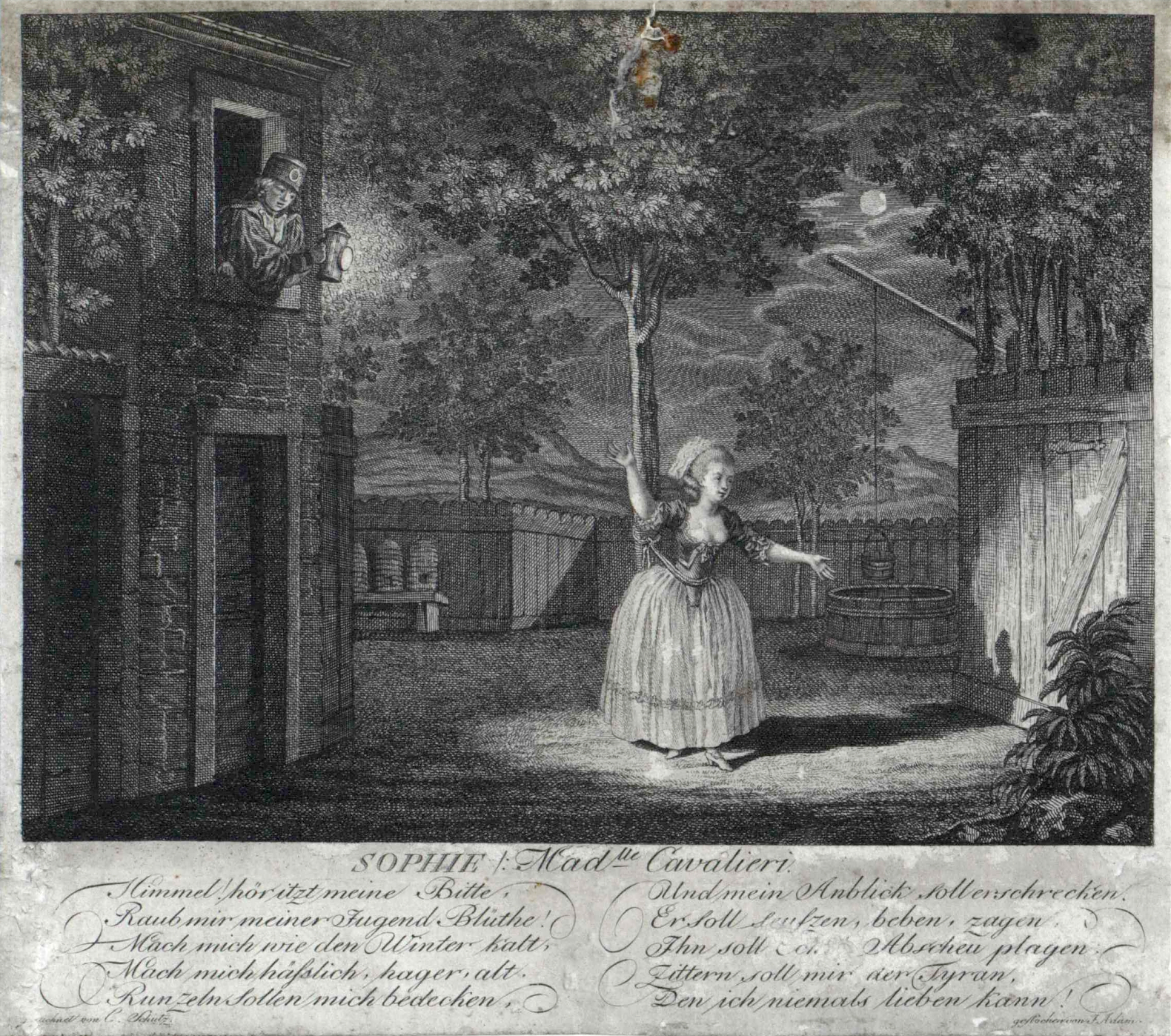
Szene in Die Bergknappen

Umlauf gilt als einer der bedeutendsten Singspielkomponisten der zweiten Hälfte des 18. Jahrhunderts, unter seinen zahlreichen Werken sind besonders zu nennen:
- Die Insel der Liebe (1772)
- Die Apotheke (1778; Text von Leopold Alois Hoffmann)
- Die Bergknappen (1778)
- Die schöne Schusterin oder Die pucefarbenen Schuhe (1779) – Ludwig van Beethoven schrieb hierfür zwei Einlagearien; Text von Johann Gottlieb Stephanie
- Das Irrlicht (1782)
- Der Oberamtmann und die Soldaten (1782)
- Die glücklichen Jäger (1786)
- Der Ring der Liebe (1786)

Neben seinen berühmt gewordenen Singspielen schrieb Umlauf Sinfonien, Kirchenmusik und Lieder.